# Gunnar Svanfeldt
Gunnar Letterstedt Svanfeldt, född 5 augusti 1906 i Uppsala, död där 19 november 1996, var en svensk litteraturhistoriker och biblioteksman.
Gunnar Svanfeldt var son till Henrik Svanfeldt. Han avlade studentexamen 1925 och studerade därefter vid Uppsala universitet där han blev filosofie magister 1930, filosofie licentiat 1936 samt filosofie doktor och docent i litteraturhistoria 1937. Svanfeldt blev amanuens vid Uppsala universitetsbibliotek 1944 och var från 1948 bibliotekarie där. Från 1939 var han sekreterare i Svenska litteratursällskapet och redigerade dess årsskrift Samlaren. Svanfeldts doktorsavhandling Posten 1768–1769 och dess författare (193/) var ett omfattande och omsorgsfullt arbete, som bland annat belyste Anders Berch den yngres och Pehr Jusléns insatser i 1700-talets svenska essäistiska journalistik. Svanfeldt skrev även kortare litteraturhistoriska uppsatser samt medverkade med diktanalyser i Lyrisk tidspegel (1947). Han är begravd på Uppsala gamla kyrkogård.